# Пагани, Нелло
Чиррилло «Нелло» Пагани (итал. Cirillo Nello Pagani; 11 октября 1911 года, Милан — 19 октября 2003, Брессо, Ломбардия) — итальянский авто и мотогонщик. Первый чемпион мира по шоссейно-кольцевых мотогонок MotoGP в классе 125 сс (1949 год).

## Биография
Нелло Пагани был известен своей долгой спортивной карьерой, которая длилась с 1928 по 1955 год. Он чуть не стал двукратным чемпионом мира в дебютном сезоне чемпионата MotoGP в классе 500cc он официально занял второе место (в те времена гонщик мог выступать в нескольких классах в течение одного сезона). Тогда чемпионат состоял из шести гонок, а чемпион определялся по результатам трех лучших: и хотя Пагани набрал больше всего очков, Лесли Грэм опередил Нелло, поскольку имел две победы и одно второе место, а у Пагани было две победы и одно третье место.
Нелло Пагани также достиг успехов и в автоспорте, дважды выиграв Гран-При По в 1947 и 1948 годах. 4 июня 1950 года, Нелло дебютировал в Формуле-1, приняв участие в Гран-При Швейцарии, заняв седьмое место и не набрав ни одного очка.